# Mühlbachtal (Rumbeck)

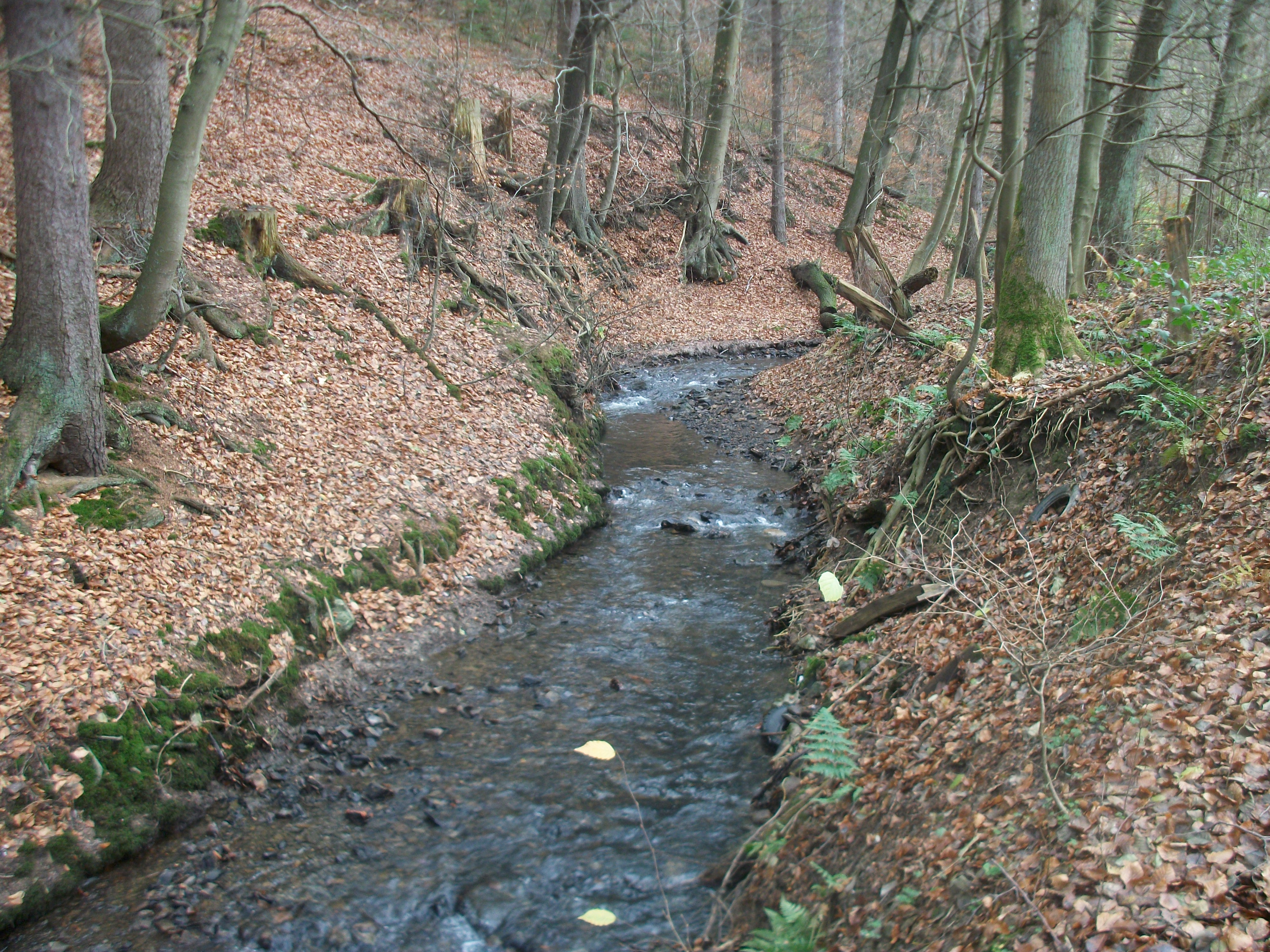
Der namengebende Mühlenbach

Das Mühlbachtal (teilweise auch Mühlenbachtal) bei Rumbeck bei Arnsberg ist ein Tal dessen südlicher Bereich als Naturschutzgebiet ausgewiesen wurde. Darauf folgt das Landschaftsschutzgebiet Mühlenbachtal. Benannt ist es nach dem Mühlenbach. Im Mittelalter und frühen Neuzeit wurde das Tal vom Kloster Rumbeck intensiv genutzt. Die besondere Form der dort angelegten Wassersammelanlage ist als Bodendenkmal anerkannt. Heute befindet sich dort auch ein stark frequentierter Poesiepfad, der Literatur- und Naturerleben verbinden will.

## Naturschutzgebiet Unteres Mühlenbachtal
Das Naturschutzgebiet Unteres Mühlenbachtal hat eine Größe von 6,9 ha. Es wurde 1998 mit dem Landschaftsplan Arnsberg durch den Kreistag des Hochsauerlandkreises erstmals als Naturschutzgebiet (NSG) mit dem Namen Naturschutzgebiet Mühlenbachtal und einer Flächengröße von  9,89 ha ausgewiesen. Bei der Neuaufstellung des Landschaftsplanes Arnsberg durch den Kreistag 2021 wurde das NSG mit verändertem Namen erneut ausgewiesen und flächenmäßig deutlich verkleinert.
Der untere Mühlenbach liegt zwischen dem Dorf Rumbeck und dem anschließenden Wald. Genutzt wird das Tal dort vor allem als Viehweide. Am Rand des Tals fließt der gleichnamige Bach. An den Ufern wachsen Erlen. Insgesamt ist der Bachlauf naturnah mit Forellenbeständen.
Der Unterlauf des Mühlenbaches bildet ein Sohlental aus. Er durchfließt dieses in Mäandern. Im mittleren Teil des Biotops dominieren Grünlandbrachen. An feuchten Stellen gibt es zahlreiche unterschiedliche Orchideenarten. Südlich des Grünlandes durchfließt der Mühlenbach einen Mischbestand aus Birken, Erlen und Buchen und einen Fichtenbestand. Der Bach als solcher ist von Erlen gesäumt. Etwa in der Mitte des betrachteten Talabschnitts befinden sich neuere nicht naturnahe Fischteiche. Hinzu kommt ein kleiner naturnaher Teich, der fast vollständig mit Röhricht zugewachsen ist. Die Gewässer beherbergen eine große Zahl Libellen. Zur Fauna des Tales gehören auch die Bachforelle, der Eisvogel, die Gebirgsstelze, die Wasseramsel und der Zaunkönig.
Die Flora umfasst 162 unterschiedliche Arten, darunter auch Orchideen.
Wie bei allen Naturschutzgebieten in Deutschland wurde in der Schutzausweisung darauf hingewiesen, dass das Gebiet „wegen der Seltenheit, besonderen Eigenart und Schönheit des Gebietes“ zum Naturschutzgebiet erklärt wurde. Laut Landschaftsplan erfolgte die Ausweisung speziell zum:
- „Schutz, Erhaltung und Entwicklung eines strukturreichen, mindestens einseitig freien Talabschnittes mit naturnahen, von Ufergehölzen begleiteten Bachstrecken und angrenzenden Feuchtgrünlandflächen;“
- „Erhaltung des kulturhistorischen Wertes im Bereich des Teich- und Bewässerungssystems Kloster Rumbeck;“
- „Sicherung der Kohärenz und Umsetzung des Europäischen Schutzgebietssystems Natura 2000.“
- „Das NSG dient auch der nachhaltigen Sicherung von besonders schutzwürdigen Lebensräumen nach § 30 BNatSchG und von Vorkommen seltener Tier- und Pflanzenarten.“[2]

Es ist verboten, die in der Bachaue liegenden Stillgewässer fischereilich zu nutzen. Die land- und forstwirtschaftliche Nutzung ist nur unter besonderer Berücksichtigung der Relikte der historischen Bodennutzung durch das Kloster Rumbeck zulässig. Als zusätzliche Entwicklungsmaßnahme sollen nicht bodenständige Gehölze in extensives Grünland umgewandelt oder alternativ durch heimische bodenständige Gehölze ersetzt werden.

## Kulturhistorische Bedeutung
Das Waldwiesental war im Mittelalter und der frühen Neuzeit Besitz des Klosters Rumbeck. Die Prämonstratenserinnen ließen dort intensive Holz-, Wasser- und Fischwirtschaft betreiben. Für die klösterliche Küche war die Fischwirtschaft von großer Bedeutung. Des Weiteren gab es eine Waldglashütte. Mit Hilfe von einem Teich- und Stausystems wurden Korn-, Öl- und Sägemühlen und sogar ein Stabeisenhammer betrieben. Es wurde in der frühen Neuzeit eine Wassersammelanlage in Form von Hangwassergräben angelegt. Eine ähnliche Anlage ist in Deutschland nur aus dem Kloster Maulbronn bekannt. Die Anlage erlaubte es, dass in Zeiten von Trockenheit und einer geringen Wassermenge des Mühlbachs genügend Wasser für die Fischteiche und zum Betrieb der Mühlen vorhanden war. Die Sammelanlage ist heute als Bodendenkmal (B 15 der Arnsberger Denkmalliste) anerkannt. Die Dämme der alten Teich- und Stauanlagen sind ebenso wie Reste der Köhlerei noch in der Landschaft sichtbar. Nach der Säkularisation und des Übergangs des Herzogtums Westfalen an Preußen ging das Tal in staatlichen Forstbesitz über.

## Poesiepfad
Seit 2005 existiert an den Wegen des Tales ein Poesiepfad als ein Gemeinschaftsprojekt der Literarischen Gesellschaft Arnsberg, des staatlichen Lehr- und Versuchsforstamtes Arnsberg und des Arnsberger Heimatbundes. Gedichte mit Naturthematik sollen Naturerleben „durch den Blick in die dahinter liegende Waldwirklichkeit zum Leben“ erwecken. Viermal im Jahr zur Zeit des Jahreszeitenwechsels werden die Texte ausgetauscht. Jährlich wird der Pfad von etwa 15.000 Menschen besucht.